# جونغ هيون (لاعب كرة قاعدة)
جونغ هيون (هانغل: 정현) هو لاعب كرة قاعدة كوري جنوبي، ولد في 1 يونيو 1994 في بوسان في كوريا الجنوبية.

## وصلات خارجية
- جونغ هيون على موقع دوري كوريا الجنوبية لكرة القاعدة (الإنجليزية)
- جونغ هيون على موقعبيزبول رفرنس.كوم (الدوري الثانوي) (الإنجليزية)